# Maarten Arens
Maarten Johannes Arens (Diemen, 20 de mayo de 1972) es un deportista neerlandés que compitió en judo. Ganó dos medallas en el Campeonato Europeo de Judo en los años 1995 y 1999.
Participó en los Juegos Olímpicos de Sídney 2000, donde finalizó noveno en la categoría de –81 kg.

## Palmarés internacional
| Campeonato Europeo | Campeonato Europeo       | Campeonato Europeo | Campeonato Europeo |
| Año                | Lugar                    | Medalla            | Categoría          |
| ------------------ | ------------------------ | ------------------ | ------------------ |
| 1995               | Birmingham (Reino Unido) | Medalla de oro     | –86 kg             |
| 1999               | Bratislava (Eslovaquia)  | Medalla de plata   | –81 kg             |